# More Veneto
Mit More Veneto (lateinisch „gemäß dem Brauch Venedigs“, abgekürzt m. v.), italienisch secondo l’uso veneto, wird eine kalendarische Besonderheit bezeichnet, die in Venedig vor der verzögerten Übernahme des gregorianischen Kalenders gebräuchlich war.
Die Republik Venedig hielt trotz des seit 1582 geltenden Gregorianischen Kalenders zunächst wie einige andere italienische Stadtstaaten auch, zum Beispiel Florenz, selbstbewusst an der lokalen Tradition und damit am Märzstil mit dem 1. März als Datum des Jahresanfangs fest. Als Capodanno war der 1. März in der Republik Venedig ein offizielles Fest.
Dies geschah in Anlehnung an die antike Römische Republik, in der das Jahr mit dem 1. März begann. Erst bei der Kalenderreform des Gaius Iulius Caesar wurde der Jahresanfang in Angleichung an den Beginn des Amtsjahrs der Magistrate auf den ersten Januar gelegt. Der Vorteil des Festhaltens am vorcäsarianischen Jahresanfang war, dass die Wortbedeutung der Monate September (lateinisch septem „sieben“), Oktober (octo „acht“), November (novem „neun“) und Dezember (decem „zehn“) gewahrt blieb.
Infolge des verspäteten Jahresanfangs fallen die Monate Januar und Februar bei der Datierung more Veneto noch in das Vorjahr des Jahres gemäß heutiger Zählung. Die Vernachlässigung dieser Differenz führt zu abweichenden Jahresangaben in der Geschichte Venedigs dieser Zeit, zum Beispiel für den Brand des Teatro San Benedetto am 5. Februar 1774 (more veneto: 1773). Erst 1797 wurde beim Ende der Republik Venedig und dem Beginn der französischen Herrschaft durch Napoleon auch für Venedig der Jahresanfang am 1. Januar übernommen.